# Ronnie Coleman
Ronald Dean Coleman, detto Ronnie (Monroe, 13 maggio 1964), è un culturista ed ex poliziotto statunitense.
Soprannominato The King e in precedenza Big Nasty, si è guadagnato il soprannome dopo aver vinto il titolo di Mr. Olympia per otto volte consecutive (dal 1998 al 2005), eguagliando il precedente primato di Lee Haney. Per un po' di tempo ha detenuto anche un Guinness World Record: quello per il maggior numero di vittorie come professionista IFBB (ventisei, poi battuto da Dexter Jackson) superando il precedente primato di Vince Taylor (ventidue). Nel 2006 è stato spodestato dal trono dell'Olympia da Jay Cutler e l'anno successivo si è classificato quarto, vedendo ancora una volta salire sul trono Cutler; al termine di tale edizione ha annunciato il ritiro dalle competizioni per via dei traumi subiti durante gli allenamenti.

## Biografia
Si è laureato con lode alla Grambling State University in ragioneria e contabilità nel 1984, durante gli anni universitari giocò a football nel ruolo di middle linebacker nella squadra universitaria, i Grambling State University Tigers. Entrò successivamente nel dipartimento di polizia di Arlington, come agente. Il suo debutto nel bodybuilding è dovuto ad un collega conosciuto in polizia, Gustavo Arlotta, che gli suggerì di iscriversi presso la palestra Metroflex ad Arlington, di proprietà di Brian Dobson. Viste le spiccate doti di Coleman in ambito culturistico, fu proprio lo stesso Dobson ad offrire un abbonamento gratis a vita in palestra se Coleman si fosse fatto preparare e avesse vinto l'imminente gara Mr.Texas. 

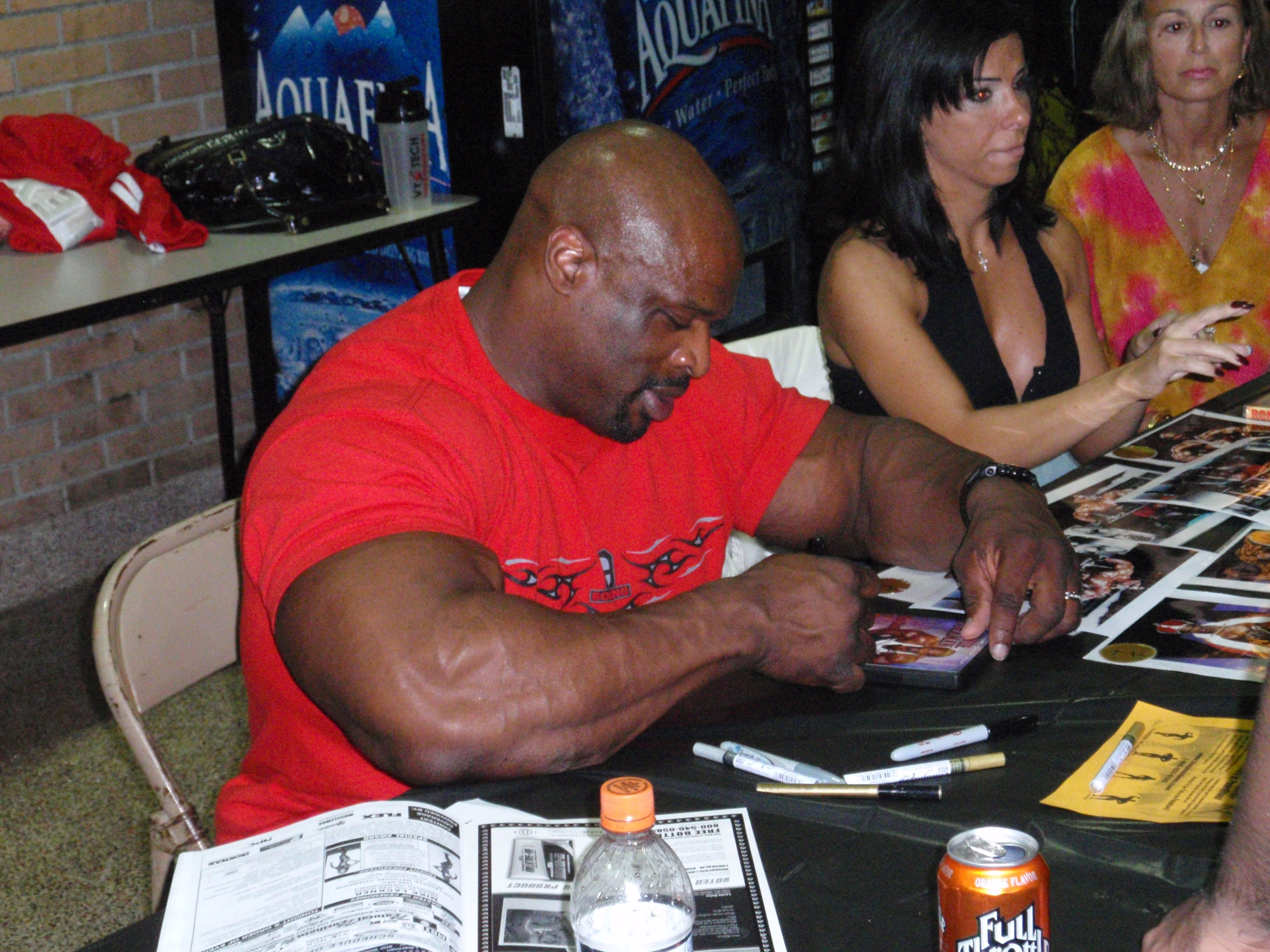
Ronnie Coleman firma autografi nel 2008.

Coleman accettò e vinse sia la categoria dei pesi massimi che l'assoluto. Coleman vinse la sua prima gara come professionista IFBB nel 1995, arrivando primo al Canada Pro Cup. Il suo successo come bodybuilder professionista gli consentì di ottenere collaborazioni per sponsorizzazioni di integratori e prodotti per il fitness in tutto il mondo, così come molte partecipazioni come ospite ad apertura di palestre e gare negli Stati Uniti.
Nel 2001 ha ricevuto l'onorificenza come ammiraglio nella Texas Navy Certificate Award, conferitogli dal governatore del Texas Rick Perry, per i suoi eccezionali risultati conseguiti nel bodybuilding e per il suo impegno nella promozione dell'attività fisica. Ha lavorato come ufficiale per il Dipartimento di polizia di Arlington in Texas fino a dopo la vittoria del secondo Mr.Olympia nel 1999 poiché, oltre ad essere un lavoro di cui andava fiero, a suo dire, a quel tempo i guadagni da culturista professionista non gli permettevano una stabilità economica sufficiente. Nel 2011 ha lanciato la sua linea di integratori e prodotti salutistici, la Ronnie Coleman Signature Series, per culturisti e per altri sportivi.

### L'allenamento
A differenza di Dorian Yates, che riconosceva solo lo stile di allenamento di Mike Mentzer, Coleman utilizzava una simbiosi di due diversi tipi di allenamento: forza e volume, il cosiddetto "pompaggio". Li alternava ogni 3-6 settimane per tutto l'anno, fino alla preparazione del concorso Mr Olympia.
Durante il ciclo di power-lifting Coleman si è allenato a un'intensità estrema, eseguendo solo uno o due esercizi per allenamento e facendo cinque o sei serie per ciascuno di essi. Si concentrava su tre esercizi: squat, bench press e deadlift. I dati di forza di Ronnie Coleman erano: panca 260 kg, deadlift 365 kg, squat 380 kg.

I grandi gruppi muscolari rispondevano bene a questo allenamento, ma c'era un problema con lo sviluppo dei deltoidi. All'epoca Coleman lavorava con il suo primo allenatore Brian Dobson, ma in seguito, su consiglio di Flex Wheeler, iniziò ad allenarsi con Chad Nichols, detto DietDoc. Quest'ultimo ha messo a punto per Coleman un programma di allenamento specifico per le spalle, che comprendeva molte diluizioni dei manubri eseguite in super-set, tri-set e drop-set. I drop-set venivano utilizzati in modo esponenziale, sia in avanti che all'indietro. Invece di sollevare i pesi da dietro la testa, utilizzava le alzate Smith. Di conseguenza, il volume dei deltoidi è aumentato e sono diventati sferici e scolpiti.

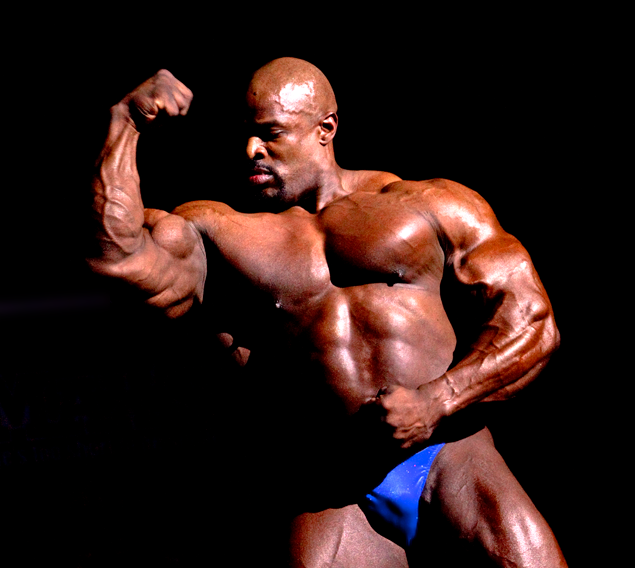
Coleman nel 2009 durante un guest posing.

### Filosofia di body building
Coleman per allenarsi con i pesi prediligeva bilancieri e manubri rispetto alle macchine guidate. Eseguiva regolarmente esercizi come ad esempio squat e stacchi da terra (con bilanciere caricato fino a 330 kg), distensioni su panca piana (10-12 ripetizioni con manubri da 90 kg ciascuno), leg press inclinata (1036 kg). 

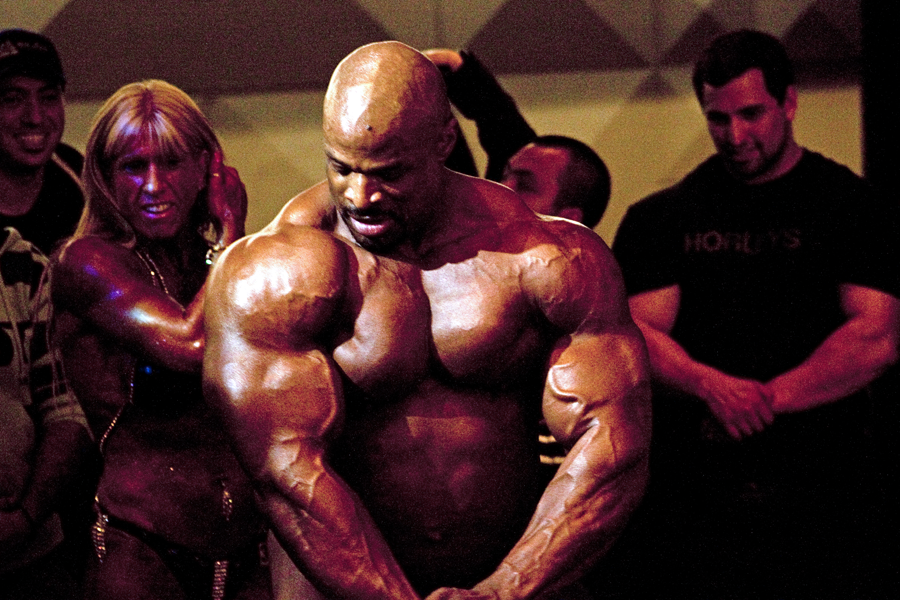
Ronnie Coleman nel 2009.

Si allenava 6 giorni a settimana, nella MetroFlex Gym di Arlington, Texas, una delle palestre più famose al mondo.
L'intensità degli allenamenti e l'entità dei carichi utilizzati gli hanno causato seri danni alle anche e ai dischi intervertebrali della zona lombare tanto che, da dicembre 2011 ad oggi, ha subito vari interventi chirurgici per cercare di porvi rimedio e spesso usa le stampelle per la deambulazione. Nonostante ciò continua ad allenarsi per limitare la perdita di massa muscolare.

## Vita privata
È stato fidanzato, dal 1992 al 1998, con la culturista Vickie Gates. Dal 1998 ha cominciato a frequentare la personal trainer franco-libanese Rouaida Christine Achkar, con la quale si è sposato nel 2007. Tuttavia, i due hanno presto divorziato.
Nel 2016 Coleman si sposa, dopo anni di fidanzamento, con la personal trainer statunitense Susan Williamson, con la quale risiede in Texas con le sue quattro figlie.

## Caratteristiche fisiche
- Altezza: 180 cm (5 ft 11 in)
- Peso: 130–136 kg (in competizione) | 143–150 kg (fuori competizione)
- Braccio: 59 cm
- Petto: 147 cm
- Gambe: 87 cm

## Titoli e piazzamenti nel culturismo
- 1990 Mr.Texas (Pesi Massimi e Assoluto)
- 1991 World Amateur Championships (Pesi massimi)
- 1995 Canada Pro Cup
- 1996 Canada Pro Cup
- 1997 Grand Prix Russia
- 1998 Night of Champions
- 1998 Toronto Pro Invitational
- 1998 Mr. Olympia
- 1998 Grand Prix Finland
- 1998 Grand Prix Germany
- 1999 Mr. Olympia
- 1999 World Pro Championships
- 1999 Pride Grand Prix England
- 2000 Mr. Brody Langley
- 2000 Grand Prix England
- 2000 World Pro Championships
- 2000 Mr. Olympia
- 2001 Arnold Classic USA
- 2001 Mr. Olympia
- 2001 New Zealand Grand Prix
- 2002 Mr. Olympia
- 2002 Grand Prix Holland
- 2003 Mr. Olympia
- 2003 Grand Prix Russia
- 2004 Mr. Olympia
- 2004 Grand Prix England
- 2004 Grand Prix Holland
- 2004 Grand Prix Russia
- 2005 Mr. Olympia
- 2006 Grand Prix Austria – IFBB, 2º posto
- 2006 Grand Prix Holland – IFBB, 2º posto
- 2006 Grand Prix Romania – IFBB, 2º posto
- 2006 Mr. Olympia – IFBB, 2º posto
- 2007 Mr. Olympia – IFBB, 4º posto

## Filmografia
- Ronnie Coleman's First Training Video l'allenamento dopo il Mr. Olympia del 1997.
- The Unbelievable il video di preparazione per il Mr. Olympia 2000. Tra le scene principali del video vi sono: 2x805lb (365 kg) stacchi, 7x400lb (182 kg) distensioni manubri panca inclinata, 5x585lb (265 kg) squat frontale.
- The Cost of Redemption il video di preparazione per il Mr. Olympia 2003. Tra le scene principali del video vi sono: : 2x800 lb (363 kg) squat, 8x2250 lb (1021 kg) leg press, 5x495 lb (225 kg) panca orizzontale bilanciere e 75 lb (34 kg) bicipiti manubri alternati.
- On The Road Girato in Australia una settimana dopo il Mr. Olympia 2005 contiene 101 minuti di workout e 14 minuti di contenuti speciali.
- Relentless Durata complessiva di 5 ore 52 minuti. Filmato ad Arlington in Texas.
- Invincible La prima parte di questo DVD è stata filmata il 9 e 10 luglio 2007 durante l'ultima settimana dell'off-season di Ronnie, 12 settimane prima del Mr. Olympia 2007. L'altra parte è stata girata il 3 e 4 settembre 2007.
- The King Il documentario su Ronnie Coleman a cura di Generation Iron. Il trailer, con la voce dello stesso Coleman, recita: "È conosciuto come "The King" per un buon motivo. Detiene il record di 8 Titoli Olympia. Si è ritirato, ed è stato sottoposto a 6 interventi chirurgici che lo hanno reso incapace di camminare senza stampelle, ma il suo desiderio di allenarsi come un PRO non è svanito. Il film si incentra sulla storia della sua carriera come leggenda del Bodybuilding e sulla sua volontà di recuperare; per la prima volta si scopre la vera essenza dell'uomo dietro "The King”. Per l'occasione Coleman ha cantato anche Flexin' On Them, la canzone che fa da colonna sonora al documentario.